# Ångströmlaboratoriet

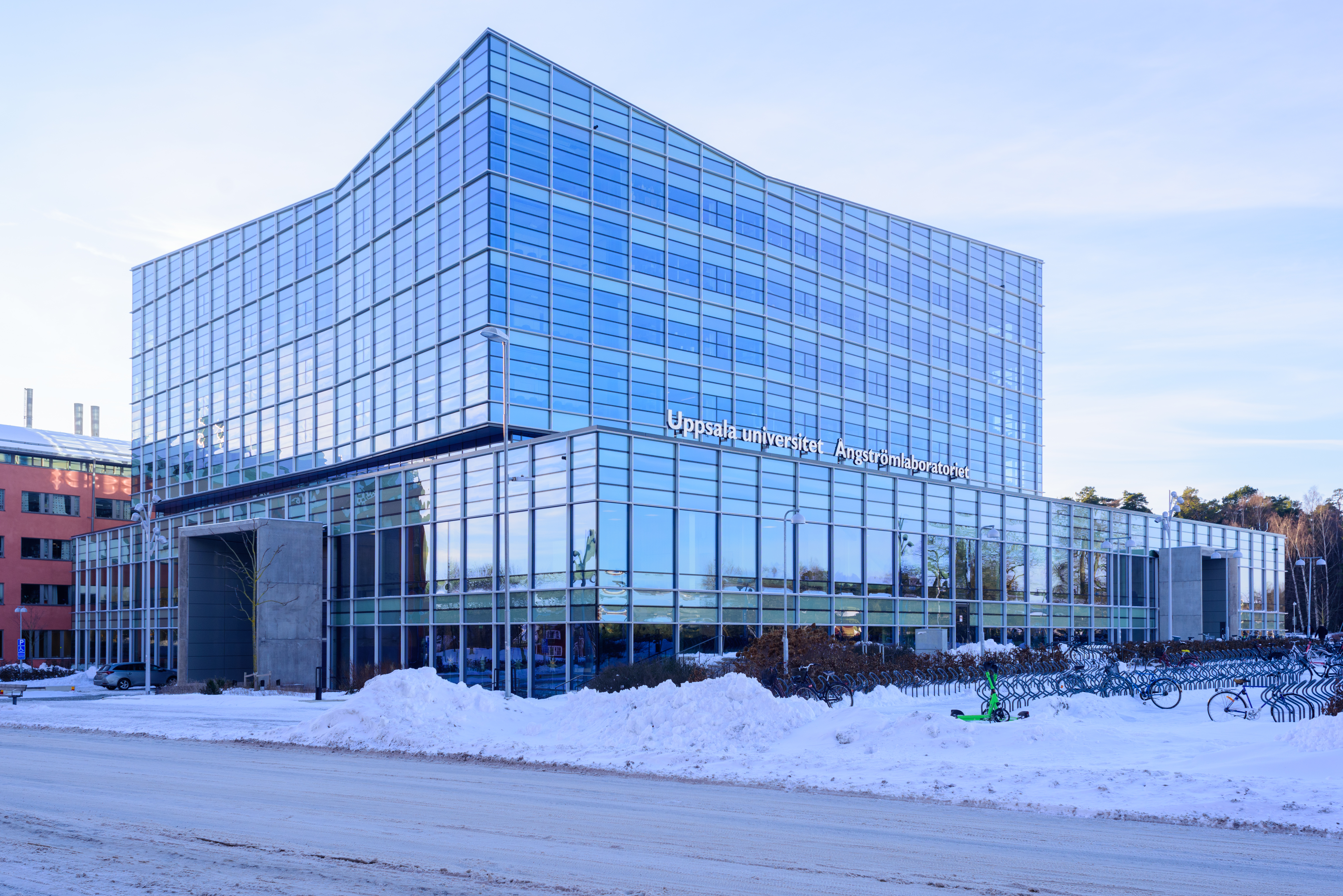
Hus 10, invigt den 13 maj 2022.

Ångströmlaboratoriet är en av Uppsala universitets stora anläggningar vid Polacksbacken, som rymmer många teknisk–naturvetenskapliga institutioner och forskningsgrupper inom grundläggande och tillämpad datavetenskap, elektroteknik, fysik, kemi, matematik, materialvetenskap och industriell teknik. 
Byggnaderna, som är belägna på Upplands regementes gamla exercisplats, invigdes år 1997. Ångströmlaboratoriet byggdes ut vid flera tillfällen, bland annat år 2000 (Hus 6), 2006 (Hus 7) och 2020 (Hus 9). 
Den 13 maj 2022 invigdes en ny huvudbyggnad (Hus 10) framför det nuvarande Ångströmlaboratoriet, vilken inrymmer biblioteket, institutionen för Informationsteknologi, en ny reception, studentservice och undervisningslokaler. Det har även installerats en 28 meter lång Foucaultpendel.
Ångströmlaboratoriet är uppkallat efter fysikprofessorerna vid Uppsala universitet, Anders Ångström (far) och Knut Ångström (son).
Bland forskningsenheterna finns Ångström Advanced Battery Centre.

## Bilder

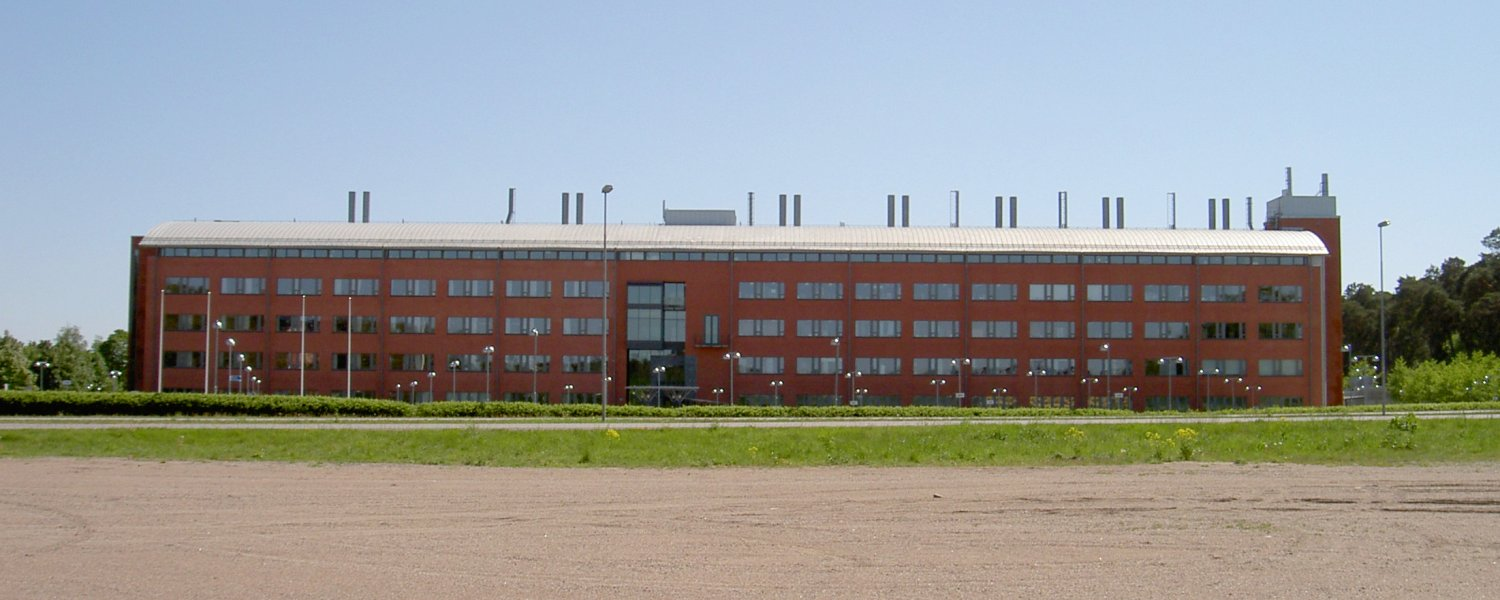
Ångströmlaboratoriet 2007
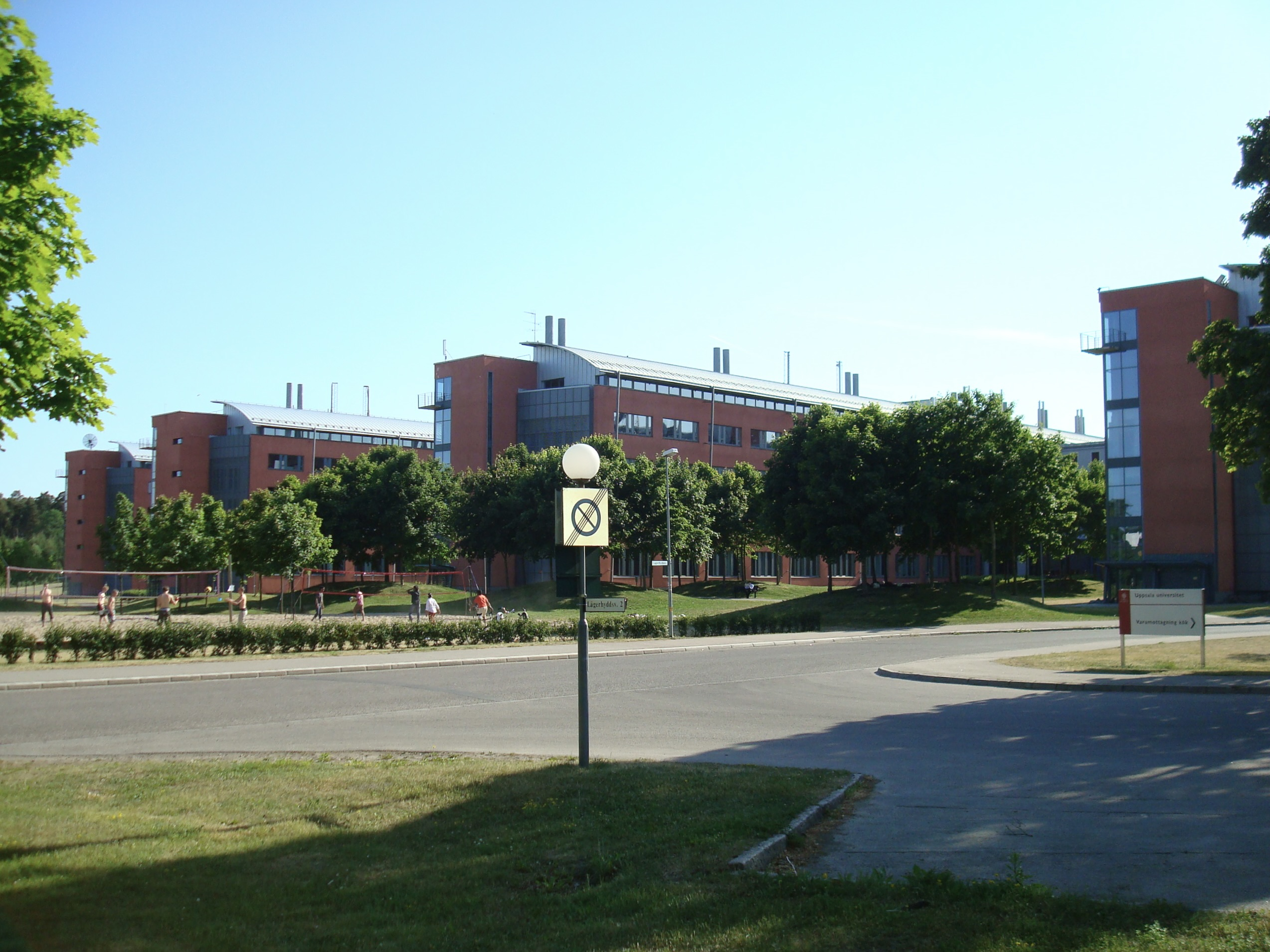
Flygelhusen 2008
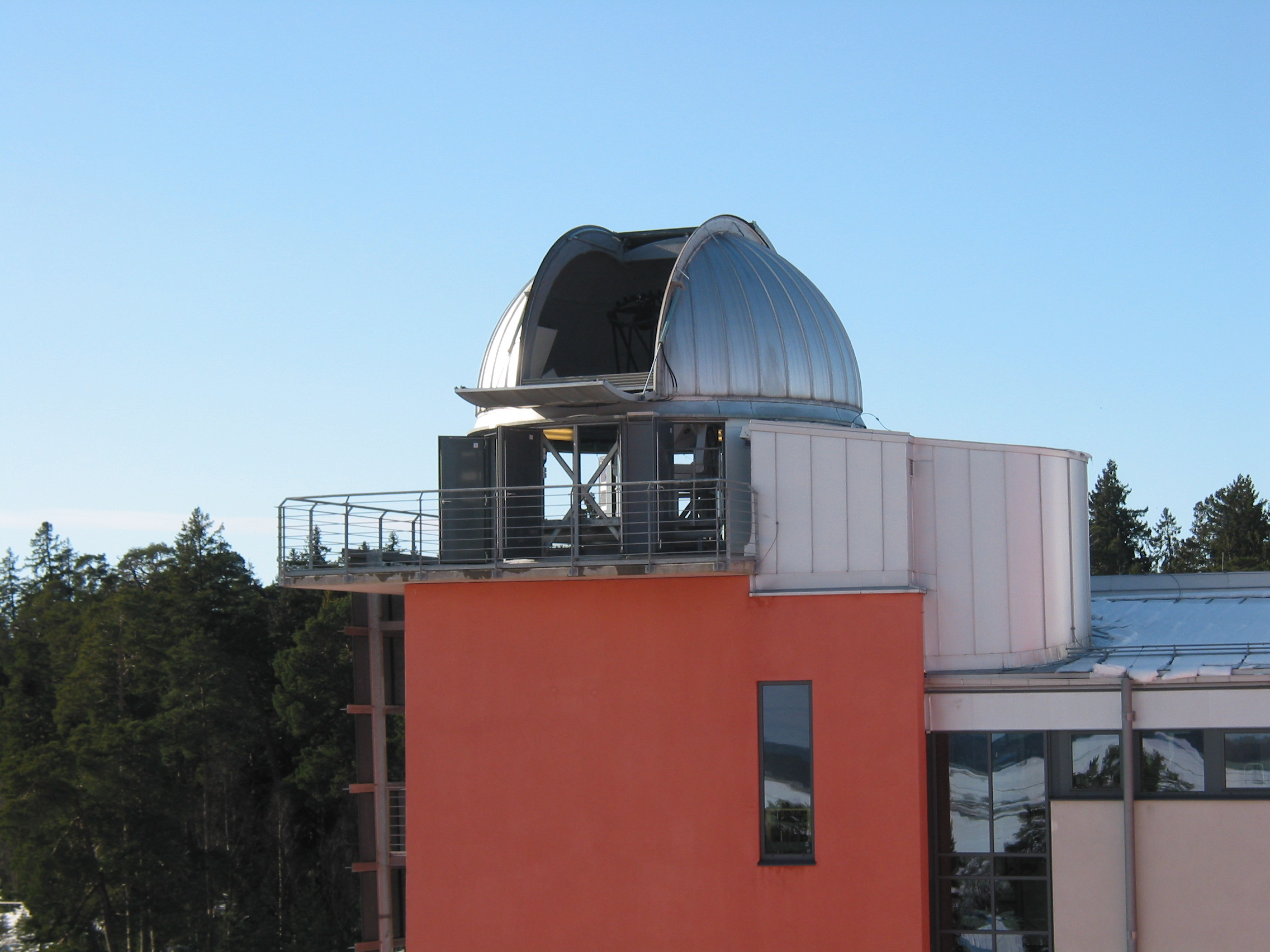
Westerlundteleskopet 2009